# BAFTA-díj a legjobb női mellékszereplőnek
A legjobb női mellékszereplőnek járó BAFTA-díjat a 22. BAFTA-gála (1969) óta ítéli oda a Brit film- és televíziós akadémia. 1980-ban és 1981-ben nem adtak át díjat.
A legtöbb győzelmet és jelölést Judi Dench szerezte (kilenc jelölésből három díjat vehetett át). Kate Winslet kétszer bizonyult a legjobbnak a kategóriában.

## Rekordok
| Statisztika                | Név             | Szám      | Ref.  |
| -------------------------- | --------------- | --------- | ----- |
| Legtöbb díj                | Judi Dench      | 3 díj     |       |
| Legtöbb jelölés            | Judi Dench      | 9 jelölés |       |
| Legtöbb jelölés díj nélkül | Amy Adams       | 4 jelölés |       |
| Legidősebb díjazott        | Jun Jodzsong    | 73 év     | [ 1 ] |
| Legidősebb jelölt          | Peggy Ashcroft  | 81 év     | [ 1 ] |
| Legfiatalabb díjazott      | Jodie Foster    | 13 év     | [ 1 ] |
| Legfiatalabb jelölt        | Abigail Breslin | 10 év     | [ 1 ] |

## Győztesek és jelöltek
Győztes színésznő
(MEGJEGYZÉS: Az Év oszlop az értékelésül szolgáló filmes évre utal, a tényleges díjátadó ceremóniát a következő évben rendezték meg.)

### 1960-as évek
| Év              | Színésznő        | Színésznő                  | Szerep                        | Magyar cím                    | Eredeti cím     |
| 1968 22. gála   |                  |                            |                               |                               |                 |
| --------------- | ---------------- | -------------------------- | ----------------------------- | ----------------------------- | --------------- |
| 1968 22. gála   |                  | Billie Whitelaw            | Lottie Bubbles                | Charlie Bubbles               | Charlie Bubbles |
| 1968 22. gála   | Joan Harper      | Billie Whitelaw            |                               | Twisted Nerve                 |                 |
| 1968 22. gála   | Pat Heywood      | Dajka                      | Rómeó és Júlia                | Romeo and Juliet              |                 |
| 1968 22. gála   | Virginia Maskell | Antonia                    |                               | Interlude                     |                 |
| 1968 22. gála   | Simone Signoret  | Lisa Schindler             |                               | Games                         |                 |
| 1969 23. gála   |                  |                            |                               |                               |                 |
|                 | Celia Johnson    | Miss Mackay                | Miss Jean Brodie virágzása    | The Prime of Miss Jean Brodie |                 |
| Peggy Ashcroft  | Belle            | Lány az országútról        | Three Into Two Won't Go       |                               |                 |
| Pamela Franklin | Sandy            | Miss Jean Brodie virágzása | The Prime of Miss Jean Brodie |                               |                 |
| Mary Wimbush    | Mary Smith       | Váltson jegyet a háborúba  | Oh! What a Lovely War         |                               |                 |

### 1970-es évek
| Év                | Színésznő              | Színésznő                            | Szerep                          | Magyar cím                      | Eredeti cím                    |
| 1970 24. gála     |                        |                                      |                                 |                                 |                                |
| ----------------- | ---------------------- | ------------------------------------ | ------------------------------- | ------------------------------- | ------------------------------ |
| 1970 24. gála     |                        | Susannah York                        | Alice LeBlanc                   | A lovakat lelövik, ugye?        | They Shoot Horses, Don't They? |
| 1970 24. gála     | Evin Crowley           | Maureen                              | Ryan lánya                      | Ryan's Daughter                 |                                |
| 1970 24. gála     | Estelle Parsons        | Althea Gerber                        |                                 | Watermelon Man                  |                                |
| 1970 24. gála     | Maureen Stapleton      | Inez Guerrero                        | Airport                         | Airport                         |                                |
| 1971 25. gála     |                        |                                      |                                 |                                 |                                |
|                   | Margaret Leighton      | Mrs. Maudsley                        | A közvetítő                     | The Go-Between                  |                                |
| Jane Asher        | Susan                  | Mélyvíz                              | Deep End                        |                                 |                                |
| Georgia Brown     | Sarah Charles          | Tombol a Hold                        | The Raging Moon                 |                                 |                                |
| Georgia Engel     | Margot                 | Elszakadás                           | Taking Off                      |                                 |                                |
| 1972 26. gála     |                        |                                      |                                 |                                 |                                |
|                   | Cloris Leachman        | Ruth Popper                          | Az utolsó mozielőadás           | The Last Picture Show           |                                |
| Marisa Berenson   | Natalia Landauer       | Kabaré                               | Cabaret                         |                                 |                                |
| Eileen Brennan    | Genevieve Morgan       | Az utolsó mozielőadás                | The Last Picture Show           |                                 |                                |
| Shelley Winters   | Belle Rosen            | A Poszeidon katasztrófa              | The Poseidon Adventure          |                                 |                                |
| 1973 27. gála     |                        |                                      |                                 |                                 |                                |
|                   | Valentina Cortese      | Severine                             | Amerikai éjszaka                | La nuit américaine              |                                |
| Rosemary Leach    | Mary Maclaine          | Az lesz majd a nap                   | That'll Be the Day              |                                 |                                |
| Delphine Seyrig   | Colette de Montpellier | A Sakál napja                        | The Day of the Jackal           |                                 |                                |
| Ingrid Thulin     | Karin                  | Suttogások és sikolyok               | Viskningar och rop              |                                 |                                |
| 1974 28. gála     |                        |                                      |                                 |                                 |                                |
|                   | Ingrid Bergman         | Greta Ohlsson                        | Gyilkosság az Orient expresszen | Murder on the Orient Express    |                                |
| Sylvia Sidney     | Mrs. Pritchett         | Nyári kaland, téli álom              | Summer Wishes, Winter Dreams    |                                 |                                |
| Sylvia Syms       | Margaret Stephenson    | Kémek keringője                      | The Tamarind Sand               |                                 |                                |
| Cindy Williams    | Laurie Henderson       | American Graffiti                    | American Graffiti               |                                 |                                |
| 1975 29. gála     |                        |                                      |                                 |                                 |                                |
|                   | Diane Ladd             | Flo Castleberry                      | Alice már nem lakik itt         | Alice Doesn't Live Here Anymore |                                |
| Ronee Blakley     | Barbara Jean           | Nashville                            | Nashville                       |                                 |                                |
| Gwen Welles       | Sueleen Gay            | Nashville                            | Nashville                       |                                 |                                |
| Lelia Goldoni     | Bea                    | Alice már nem lakik itt              | Alice Doesn't Live Here Anymore |                                 |                                |
| 1976 30. gála     |                        |                                      |                                 |                                 |                                |
|                   | Jodie Foster           | Tallulah                             | Bugsy Malone                    | Bugsy Malone                    |                                |
| Iris Steensma     | Jodie Foster           | Taxisofőr                            | Taxi Driver                     |                                 |                                |
| Annette Crosbie   | Tündérkeresztanya      | Papucs és rózsa'                     | The Slipper and the Rose        |                                 |                                |
| Vivien Merchant   | Ruth                   | Hazatérés                            | The Homecoming                  |                                 |                                |
| Billie Whitelaw   | Mrs. Baylock           | Ómen                                 | Omen                            |                                 |                                |
| 1977 31. gála     |                        |                                      |                                 |                                 |                                |
|                   | Jenny Agutter          | Julie Mason                          | Equus                           | Equus                           |                                |
| Geraldine Chaplin | Karen Hood             | Isten hozott Los Angelesben          | Welcome to L.A.                 |                                 |                                |
| Joan Plowright    | Dora Strang            | Equus                                | Equus                           |                                 |                                |
| Shelley Winters   | Fay Lapinsky           | Következő megálló: Greenwich Village | Next Stop, Greenwich Village    |                                 |                                |
| 1978 32. gála     |                        |                                      |                                 |                                 |                                |
|                   | Geraldine Page         | Eve                                  | Vívódások                       | Interiors                       |                                |
| Angela Lansbury   | Salome Otterbourne     | Halál a Níluson                      | Death on the Nile               |                                 |                                |
| Maggie Smith      | Miss Bowers            | Halál a Níluson                      | Death on the Nile               |                                 |                                |
| Mona Washbourne   | Nagynéni               |                                      | Stevie                          |                                 |                                |
| 1979 33. gála     |                        |                                      |                                 |                                 |                                |
|                   | Rachel Roberts         | Clarrie Moreton                      | Jenkik                          | Yanks                           |                                |
| Lisa Eichhorn     | Gertrude Wentworth     | Az európaiak                         | The Europeans                   |                                 |                                |
| Mariel Hemingway  | Tracy                  | Manhattan                            | Manhattan                       |                                 |                                |
| Meryl Streep      | Jill Davis             | Manhattan                            | Manhattan                       |                                 |                                |

### 1980-as évek
| Év                | Színésznő              | Színésznő                             | Szerep                      | Magyar cím                | Eredeti cím            |
| 1980 34. gála     | Nem osztottak ki díjat | Nem osztottak ki díjat                | Nem osztottak ki díjat      | Nem osztottak ki díjat    | Nem osztottak ki díjat |
| 1981 35. gála     | Nem osztottak ki díjat | Nem osztottak ki díjat                | Nem osztottak ki díjat      | Nem osztottak ki díjat    | Nem osztottak ki díjat |
| 1982 36. gála     |                        |                                       |                             |                           |                        |
| ----------------- | ---------------------- | ------------------------------------- | --------------------------- | ------------------------- | ---------------------- |
| 1982 36. gála     |                        | Rohini Hattangadi                     | Kasturba Gandhi             | Gandhi                    | Gandhi                 |
| 1982 36. gála     | Maureen Stapleton      | Emma Goldman                          | Vörösök                     | Reds                      |                        |
| 1982 36. gála     |                        | Candice Bergen                        | Margaret Bourke-White       | Gandhi                    | Gandhi                 |
| 1982 36. gála     | Jane Fonda             | Chelsea Thayer                        | Az aranytó                  | On Golden Pond            |                        |
| 1983 37. gála     |                        |                                       |                             |                           |                        |
|                   | Jamie Lee Curtis       | Ophelia                               | Szerepcsere                 | Trading Places            |                        |
| Teri Garr         | Sandy Lester           | Aranyoskám                            | Tootsie                     |                           |                        |
| Rosemary Harris   | Ann Barrington         |                                       | The Ploughman's Lunch       |                           |                        |
| Maureen Lipman    | Trish                  | Rita többet akar: szebb dalt énekelni | Educating Rita              |                           |                        |
| 1984 38. gála     |                        |                                       |                             |                           |                        |
|                   | Liz Smith              | Mrs. Chilvers                         | Magánpraxis                 | A Private Function        |                        |
| Eileen Atkins     | Madge                  | Az öltöztető                          | The Dresser                 |                           |                        |
| Cher              | Dolly Pelliker         | Silkwood                              | Silkwood                    |                           |                        |
| Tuesday Weld      | Carol                  | Volt egyszer egy Amerika              | Once Upon a Time in America |                           |                        |
| 1985 39. gála     |                        |                                       |                             |                           |                        |
|                   | Rosanna Arquette       | Roberta Glass                         | Kétségbeesve keresem Susant | Desperately Seeking Susan |                        |
| Judi Dench        | Marcia Pilborough      |                                       | Wetherby                    |                           |                        |
| Anjelica Huston   | Maerose Prizzi         | A Prizzik becsülete                   | Prizzi’s Honor              |                           |                        |
| Tracey Ullman     | Alice Park             | Bőség                                 | Plenty                      |                           |                        |
| 1986 40. gála     |                        |                                       |                             |                           |                        |
|                   | Judi Dench             | Eleanor Lavish                        | Szoba kilátással            | A Room with a View        |                        |
| Rosanna Arquette  | Marcy Franklin         | Lidérces órák                         | After Hours                 |                           |                        |
| Barbara Hershey   | Lee                    | Hannah és nővérei                     | Hannah and Her Sisters      |                           |                        |
| Rosemary Leach    | Mrs. Honeychurch       | Szoba kilátással                      | A Room with a View          |                           |                        |
| 1987 41. gála     |                        |                                       |                             |                           |                        |
|                   | Susan Wooldridge       | Molly                                 | Remény és dicsőség          | Hope and Glory            |                        |
| Judi Dench        | Nora Doel              | Egy ház Londonban                     | 84 Charing Cross Road       |                           |                        |
| Vanessa Redgrave  | Peggy Ramsay           | Hegyezd a füled                       | Prick Up Your Ears          |                           |                        |
| Dianne Wiest      | Bea                    | A rádió aranykora                     | Radio Days                  |                           |                        |
| 1988 42. gála     |                        |                                       |                             |                           |                        |
|                   | Judi Dench             | Mrs. Beaver                           | Egy marék por               | A Handful of Dust         |                        |
| Maria Aitken      | Wendy Leach            | A hal neve: Wanda                     | A Fish Called Wanda         |                           |                        |
| Anne Archer       | Beth Gallagher         | Végzetes vonzerő                      | Fatal Attraction            |                           |                        |
| Olympia Dukakis   | Rose Castorini         | Holdkórosok                           | Moonstruck                  |                           |                        |
| 1989 43. gála     |                        |                                       |                             |                           |                        |
|                   | Michelle Pfeiffer      | Madame de Tourvel                     | Veszedelmes viszonyok       | Dangerous Liaisons        |                        |
| Peggy Ashcroft    | Lady Emily             |                                       | Madame Sousatzka            |                           |                        |
| Laura San Giacomo | Cynthia Bishop         | Szex, hazugság, videó                 | Sex, Lies, and Videotape    |                           |                        |
| Sigourney Weaver  | Katharine Parker       | Dolgozó lány                          | Working Girl                |                           |                        |

### 1990-es évek
| Év                     | Színésznő             | Színésznő                      | Szerep                      | Magyar cím                  | Eredeti cím |
| 1990 44. gála          |                       |                                |                             |                             |             |
| ---------------------- | --------------------- | ------------------------------ | --------------------------- | --------------------------- | ----------- |
| 1990 44. gála          |                       | Whoopi Goldberg                | Oda Mae Brown               | Ghost                       | Ghost       |
| 1990 44. gála          | Anjelica Huston       | Dolores Paley                  | Bűnök és vétkek             | Crimes and Misdemeanors     |             |
| 1990 44. gála          | Shirley MacLaine      | Ouiser Boudreaux               | Acélmagnóliák               | Steel Magnolias             |             |
| 1990 44. gála          | Billie Whitelaw       | Violet Kray                    | A Kray fivérek              | The Krays                   |             |
| 1991 45. gála          |                       |                                |                             |                             |             |
|                        | Kate Nelligan         | Cora                           | Krumplirózsa                | Frankie and Johnny          |             |
| Annette Bening         | Myra Langtry          | Svindlerek                     | The Grifters                |                             |             |
| Amanda Plummer         | Lydia                 | A halászkirály legendája       | The Fisher King             |                             |             |
| Julie Walters          | Vera                  | Csupa balláb                   | Stepping Out                |                             |             |
| 1992 46. gála          |                       |                                |                             |                             |             |
|                        | Miranda Richardson    | Ingrid Fleming                 | Végzet                      | Damage                      |             |
| Kathy Bates            | Evelyn Couch          | Sült, zöld paradicsom          | Fried Green Tomatoes        |                             |             |
| Judy Davis             | Helen Schlegel        | Szellem a házban               | Howards End                 |                             |             |
| Miranda Richardson     | Jude                  | Síró játék                     | The Crying Game             |                             |             |
| 1993 47. gála          |                       |                                |                             |                             |             |
|                        | Miriam Margolyes      | Mrs. Mingott                   | Az ártatlanság kora         | The Age of Innocence        |             |
| Holly Hunter           | Tammy Hemphill        | A cég                          | The Firm                    |                             |             |
| Winona Ryder           | May Welland           | Az ártatlanság kora            | The Age of Innocence        |                             |             |
| Maggie Smith           | Mrs. Medlock          | A titkok kertje                | The Secret Garden           |                             |             |
| 1994 48. gála          |                       |                                |                             |                             |             |
|                        | Kristin Scott Thomas  | Fiona                          | Négy esküvő és egy temetés  | Four Weddings and a Funeral |             |
| Charlotte Coleman      | Scarlet               | Négy esküvő és egy temetés     | Four Weddings and a Funeral |                             |             |
| Sally Field            | Mrs. Gump             | Forrest Gump                   | Forrest Gump                |                             |             |
| Anjelica Huston        | Marcia Fox            | Rejtélyes manhattani haláleset | Manhattan Murder Mystery    |                             |             |
| 1995 49. gála          |                       |                                |                             |                             |             |
|                        | Kate Winslet          | Marianne Dashwood              | Értelem és érzelem          | Sense and Sensibility       |             |
| Joan Allen             | Pat Nixon             | Nixon                          | Nixon                       |                             |             |
| Mira Sorvino           | Linda Ash             | Hatalmas Aphrodité             | Mighty Aphrodite            |                             |             |
| Elizabeth Spriggs      | Mrs. Jennings         | Értelem és érzelem             | Sense and Sensibility       |                             |             |
| 1996 50. gála          |                       |                                |                             |                             |             |
|                        | Juliette Binoche      | Hana                           | Az angol beteg              | The English Patient         |             |
| Lauren Bacall          | Hannah Morgan         | Tükröm, tükröm                 | The Mirror Has Two Faces    |                             |             |
| Marianne Jean-Baptiste | Hortense Cumberbatch  | Titkok és hazugságok           | Secrets and Lies            |                             |             |
| Lynn Redgrave          | Gillian               | Ragyogj!                       | Shine                       |                             |             |
| 1997 51. gála          |                       |                                |                             |                             |             |
|                        | Sigourney Weaver      | Janey Carver                   | Jégvihar                    | The Ice Storm               |             |
| Jennifer Ehle          | Constance Lloyd Wilde | Oscar Wilde szerelmei          | Wilde                       |                             |             |
| Zoë Wanamaker          | Ada Leverson          | Oscar Wilde szerelmei          | Wilde                       |                             |             |
| Lesley Sharp           | Jeanette              | Alul semmi                     | The Full Monty              |                             |             |
| 1998 52. gála          |                       |                                |                             |                             |             |
|                        | Judi Dench            | I. Erzsébet királynő           | Szerelmes Shakespeare       | Shakespeare in Love         |             |
| Kathy Bates            | Libby Holden          | A nemzet színe-java            | Primary Colors              |                             |             |
| Brenda Blethyn         | Mari Hoff             | Little Voice                   | Little Voice                |                             |             |
| Lynn Redgrave          | Hanna                 | Érzelmek tengerében            | Gods and Monsters           |                             |             |
| 1999 53. gála          |                       |                                |                             |                             |             |
|                        | Maggie Smith          | Hester Random                  | Tea Mussolinivel            | Un tè con Mussolini         |             |
| Thora Birch            | Jane Burnham          | Amerikai szépség               | American Beauty             |                             |             |
| Mena Suvari            | Angela Hayes          | Amerikai szépség               | American Beauty             |                             |             |
| Cate Blanchett         | Meredith Logue        | A tehetséges Mr. Ripley        | The Talented Mr. Ripley     |                             |             |
| Cameron Diaz           | Lotte Schwartz        | A John Malkovich menet         | Being John Malkovich        |                             |             |

### 2000-es évek
| Év                   | Színésznő                 | Színésznő                             | Szerep                     | Magyar cím                     | Eredeti cím  |
| 2000 54. gála        |                           |                                       |                            |                                |              |
| -------------------- | ------------------------- | ------------------------------------- | -------------------------- | ------------------------------ | ------------ |
| 2000 54. gála        |                           | Julie Walters                         | Georgia Wilkinson          | Billy Elliot                   | Billy Elliot |
| 2000 54. gála        | Csang Ce-ji               | Jen Yu                                | Tigris és sárkány          | Crouching Tiger, Hidden Dragon |              |
| 2000 54. gála        | Judi Dench                | Armande Voizin                        | Csokoládé                  | Chocolat                       |              |
| 2000 54. gála        | Lena Olin                 | Josephine Muscat                      | Csokoládé                  | Chocolat                       |              |
| 2000 54. gála        | Frances McDormand         | Elaine Miller                         | Majdnem híres              | Almost Famous                  |              |
| 2001 55. gála        |                           |                                       |                            |                                |              |
|                      | Jennifer Connelly         | Alicia Nash                           | Egy csodálatos elme        | A Beautiful Mind               |              |
| Judi Dench           | Agnis Hamm                | Kikötői hírek                         | The Shipping News          |                                |              |
| Helen Mirren         | Jane Wilson               | Gosford Park                          | Gosford Park               |                                |              |
| Maggie Smith         | Constance Trentham        | Gosford Park                          | Gosford Park               |                                |              |
| Kate Winslet         | Iris Murdoch fiatalon     | Iris – Egy csodálatos női elme        | Iris                       |                                |              |
| 2002 56. gála        |                           |                                       |                            |                                |              |
|                      | Catherine Zeta-Jones      | Velma Kelly                           | Chicago                    | Chicago                        |              |
| Toni Collette        | Fiona Brewer              | Egy fiúról                            | About a Boy                |                                |              |
| Queen Latifah        | Matron Mama Morton        | Chicago                               | Chicago                    |                                |              |
| Julianne Moore       | Laura Brown               | Az órák                               | The Hours                  |                                |              |
| Meryl Streep         | Susan Orlean              | Adaptáció                             | Adaptation                 |                                |              |
| 2003 57. gála        |                           |                                       |                            |                                |              |
|                      | Renée Zellweger           | Ruby Thewes                           | Hideghegy                  | Cold Mountain                  |              |
| Holly Hunter         | Melanie Freeland          | Tizenhárom                            | Thirteen                   |                                |              |
| Laura Linney         | Annabeth Markum           | Titokzatos folyó                      | Mystic Rivers              |                                |              |
| Judy Parfitt         | Maria Thins               | Leány gyöngy fülbevalóval             | Girl with a Pearl Earring  |                                |              |
| Emma Thompson        | Karen                     | Igazából szerelem                     | Love Actually              |                                |              |
| 2004 58. gála        |                           |                                       |                            |                                |              |
|                      | Cate Blanchett            | Katharine Hepburn                     | Aviátor                    | The Aviator                    |              |
| Julie Christie       | Emma Wightwick du Maurier | Én, Pán Péter                         | Finding Neverland          |                                |              |
| Heather Craney       | Joyce Drake               | Vera Drake                            | Vera Drake                 |                                |              |
| Natalie Portman      | Alice Ayres / Jane Jones  | Közelebb                              | Closer                     |                                |              |
| Meryl Streep         | Eleanor Shaw              | A mandzsúriai jelölt                  | The Manchurian Candidate   |                                |              |
| 2005 59. gála        |                           |                                       |                            |                                |              |
|                      | Thandiwe Newton           | Christine Thayer                      | Ütközések                  | Crash                          |              |
| Brenda Blethyn       | Mrs. Bennet               | Büszkeség és balítélet                | Pride & Prejudice          |                                |              |
| Catherine Keener     | Harper Lee                | Capote                                | Capote                     |                                |              |
| Frances McDormand    | Glory Dodge               | Kőkemény Minnesota                    | North Country              |                                |              |
| Michelle Williams    | Alma Beers Del Mar        | Brokeback Mountain – Túl a barátságon | Brokeback Mountain         |                                |              |
| 2006 60. gála        |                           |                                       |                            |                                |              |
|                      | Jennifer Hudson           | Effie White                           | Dreamgirls                 | Dreamgirls                     |              |
| Abigail Breslin      | Olive Hoover              | A család kicsi kincse                 | Little Miss Sunshine       |                                |              |
| Toni Collette        | Sheryl Hoover             | A család kicsi kincse                 | Little Miss Sunshine       |                                |              |
| Emily Blunt          | Emily Charlton            | Az ördög Pradát visel                 | The Devil Wears Prada      |                                |              |
| Frances de la Tour   | Dorothy Lintott           | Osztályon felül                       | The History Boys           |                                |              |
| 2007 61. gála        |                           |                                       |                            |                                |              |
|                      | Tilda Swinton             | Karen Crowder                         | Michael Clayton            | Michael Clayton                |              |
| Cate Blanchett       | Jude Quinn                | I'm Not There – Bob Dylan életei      | I'm Not There              |                                |              |
| Kelly Macdonald      | Carla Jean Moss           | Nem vénnek való vidék                 | No Country for Old Men     |                                |              |
| Samantha Morton      | Deborah Woodruff Curtis   | Control                               | Control                    |                                |              |
| Saoirse Ronan        | Briony Tallis             | Vágy és vezeklés                      | Atonement                  |                                |              |
| 2008 62. gála        |                           |                                       |                            |                                |              |
|                      | Penélope Cruz             | María Elena                           | Vicky Cristina Barcelona   | Vicky Cristina Barcelona       |              |
| Amy Adams            | James nővér               | Kétely                                | Doubt                      |                                |              |
| Freida Pinto         | Latika                    | Gettómilliomos                        | Slumdog Millionaire        |                                |              |
| Tilda Swinton        | Katie Cox                 | Égető bizonyíték                      | Burn After Reading         |                                |              |
| Marisa Tomei         | Cassidy / Pam             | A pankrátor                           | The Wrestler               |                                |              |
| 2009 63. gála        |                           |                                       |                            |                                |              |
|                      | Mo’Nique                  | Mary Lee Johnston                     | Precious – A boldogság ára | Precious                       |              |
| Vera Farmiga         | Alex Goran                | Egek ura                              | Up in the Air              |                                |              |
| Anna Kendrick        | Natalie Keener            | Egek ura                              | Up in the Air              |                                |              |
| Anne-Marie Duff      | Julia Lennon              | John Lennon – A fiatal évek           | Nowhere Boy                |                                |              |
| Kristin Scott Thomas | Mimi Smith                | John Lennon – A fiatal évek           | Nowhere Boy                |                                |              |

### 2010-es évek
| Év                   | Színésznő               | Színésznő                  | Szerep                  | Magyar cím       | Eredeti cím       |
| 2010 64. gála        |                         |                            |                         |                  |                   |
| -------------------- | ----------------------- | -------------------------- | ----------------------- | ---------------- | ----------------- |
| 2010 64. gála        |                         | Helena Bonham Carter       | Erzsébet királyné       | A király beszéde | The King's Speech |
| 2010 64. gála        | Amy Adams               | Charlene Fleming           | A harcos                | The Fighter      |                   |
| 2010 64. gála        | Barbara Hershey         | Erica Sayers               | Fekete hattyú           | Black Swan       |                   |
| 2010 64. gála        | Lesley Manville         | Mary Smith                 | Még egy év              | Another Year     |                   |
| 2010 64. gála        | Miranda Richardson      | Barbara Castle             | Harc az egyenjogúságért | Made in Dagenham |                   |
| 2011 65. gála        |                         |                            |                         |                  |                   |
|                      | Octavia Spencer         | Minny Jackson              | A segítség              | The Help         |                   |
| Jessica Chastain     | Celia Foote             | A segítség                 | The Help                |                  |                   |
| Judi Dench           | Sybil Thorndike         | Egy hét Marilynnel         | One Week with Marilyn   |                  |                   |
| Melissa McCarthy     | Megan Price             | Koszorúslányok             | Bridesmaids             |                  |                   |
| Carey Mulligan       | Irene                   | Drive – Gázt!              | Drive                   |                  |                   |
| 2012 66. gála        |                         |                            |                         |                  |                   |
|                      | Anne Hathaway           | Fantine                    | A nyomorultak           | Les Misérables   |                   |
| Amy Adams            | Peggy Dodd              | The Master                 | The Master              |                  |                   |
| Judi Dench           | M                       | Skyfall                    | Skyfall                 |                  |                   |
| Sally Field          | Mary Todd Lincoln       | Lincoln                    | Lincoln                 |                  |                   |
| Helen Hunt           | Cheryl Cohen-Greene     | A kezelés                  | The Sessions            |                  |                   |
| 2013 67. gála        |                         |                            |                         |                  |                   |
|                      | Jennifer Lawrence       | Rosalyn Rosenfeld          | Amerikai botrány        | American Hustle  |                   |
| Sally Hawkins        | Ginger                  | Blue Jasmine               | Blue Jasmine            |                  |                   |
| Lupita Nyong’o       | Patsey                  | 12 év rabszolgaság         | 12 Years a Slave        |                  |                   |
| Julia Roberts        | Barbara Weston-Fordham  | Augusztus Oklahomában      | August: Osage County    |                  |                   |
| Oprah Winfrey        | Gloria Gaines           | A komornyik                | The Butler              |                  |                   |
| 2014 68. gála        |                         |                            |                         |                  |                   |
|                      | Patricia Arquette       | Olivia Evans               | Sráckor                 | Boyhood          |                   |
| Keira Knightley      | Joan Clarke             | Kódjátszma                 | The Imitation Game      |                  |                   |
| Rene Russo           | Nina Romina             | Éjjeli féreg               | Nightcrawler            |                  |                   |
| Imelda Staunton      | Hefina Headon           | Büszkeség és bányászélet   | Pride                   |                  |                   |
| Emma Stone           | Sam Thomson             | Birdman                    | Birdman                 |                  |                   |
| 2015 69. gála        |                         |                            |                         |                  |                   |
|                      | Kate Winslet            | Joanna Hoffman             | Steve Jobs              | Steve Jobs       |                   |
| Jennifer Jason Leigh | Daisy Domergue          | Aljas nyolcas              | The Hateful Eight       |                  |                   |
| Rooney Mara          | Therese Belivet         | Carol                      | Carol                   |                  |                   |
| Alicia Vikander      | Ava                     | Ex Machina                 | Ex Machina              |                  |                   |
| Julie Walters        | Madge Kehoe             | Brooklyn                   | Brooklyn                |                  |                   |
| 2016 70. gála        |                         |                            |                         |                  |                   |
|                      | Viola Davis             | Rose Maxson                | Kerítések               | Fences           |                   |
| Naomie Harris        | Paula Harris            | Holdfény                   | Moonlight               |                  |                   |
| Nicole Kidman        | Sue Brierley            | Oroszlán                   | Lion                    |                  |                   |
| Hayley Squires       | Katie Morgan            | Én, Daniel Blake           | I, Daniel Blake         |                  |                   |
| Michelle Williams    | Randi Chandler          | A régi város               | Manchester by the Sea   |                  |                   |
| 2017 71. gála        |                         |                            |                         |                  |                   |
|                      | Allison Janney          | LaVona Golden              | Én, Tonya               | I, Tonya         |                   |
| Lesley Manville      | Cyril Woodcock          | Fantomszál                 | Phantom Thread          |                  |                   |
| Laurie Metcalf       | Marion McPherson        | Lady Bird                  | Lady Bird               |                  |                   |
| Kristin Scott Thomas | Clementine Churchill    | A legsötétebb óra          | Darkest Hour            |                  |                   |
| Octavia Spencer      | Zelda Fuller            | A víz érintése             | The Shape of Water      |                  |                   |
| 2018 72. gála        |                         |                            |                         |                  |                   |
|                      | Rachel Weisz            | Lady Sarah                 | A kedvenc               | The Favourite    |                   |
| Amy Adams            | Lynne Cheney            | Alelnök                    | Vice                    |                  |                   |
| Claire Foy           | Janet Shearon Armstrong | Az első ember              | First Man               |                  |                   |
| Margot Robbie        | I. Erzsébet királynő    | Két királynő               | Mary Queen of Scots     |                  |                   |
| Emma Stone           | Abigail                 | A kedvenc                  | The Favourite           |                  |                   |
| 2019 73. gála        |                         |                            |                         |                  |                   |
|                      | Laura Dern              | Nora Fanshaw               | Házassági történet      | Marriage Story   |                   |
| Scarlett Johansson   | Rosie Betzler           | Jojo Nyuszi                | Jojo Rabbit             |                  |                   |
| Florence Pugh        | Amy March               | Kisasszonyok               | Little Women            |                  |                   |
| Margot Robbie        | Kayla Pospisil          | Botrány                    | Bombshell               |                  |                   |
| Margot Robbie        | Sharon Tate             | Volt egyszer egy Hollywood | Once Upon a Hollywood   |                  |                   |

### 2020-as évek
| Év                  | Színésznő               | Színésznő                    | Szerep                            | Magyar cím                    | Eredeti cím |
| 2020 74. gála       |                         |                              |                                   |                               |             |
| ------------------- | ----------------------- | ---------------------------- | --------------------------------- | ----------------------------- | ----------- |
| 2020 74. gála       |                         | Jun Jodzsong                 | Szundzsa                          | Minari – A családom története | Minari      |
| 2020 74. gála       | Niamh Algar             | Ursula                       |                                   | Calm with Horses              |             |
| 2020 74. gála       | Kosar Ali               | Sumaya                       |                                   | Rocks                         |             |
| 2020 74. gála       | Marija Bakalova         | Tutar Szaggyijev             | Borat utólagos mozifilm           | Borat Subsequent Moviefilm    |             |
| 2020 74. gála       | Dominique Fishback      | Deborah Johnson              | Júdás és a Fekete Messiás         | Judas and the Black Messiah   |             |
| 2020 74. gála       | Ashley Madekwe          | Toni                         |                                   | County Lines                  |             |
| 2021 75. gála       |                         |                              |                                   |                               |             |
|                     | Ariana DeBose           | Anita                        | West Side Story                   | West Side Story               |             |
| Caitríona Balfe     | Ma                      | Belfast                      | Belfast                           |                               |             |
| Jessie Buckley      | Leda Caruso fiatalon    | Az elveszett lány            | The Lost Daugher                  |                               |             |
| Ann Dowd            | Linda                   |                              | Mass                              |                               |             |
| Aunjanue Ellis      | Oracene Price           | Richard király               | King Richard                      |                               |             |
| Ruth Negga          | Clare Bellew            | A látszat ára                | Passing                           |                               |             |
| 2022 76. gála       |                         |                              |                                   |                               |             |
|                     | Kerry Condon            | Siobhán Súilleabháin         | A sziget szellemei                | The Banshees of Inisherin     |             |
| Angela Bassett      | Ramonda                 | Fekete Párduc 2.             | Black Panther: Wakanda Forever    |                               |             |
| Hong Chau           | Liz                     | A bálna                      | The Whale                         |                               |             |
| Jamie Lee Curtis    | Deirdre Beaubeirdre     | Minden, mindenhol, mindenkor | Everything Everywhere All at Once |                               |             |
| Dolly de Leon       | Abigail                 | A szomorúság háromszöge      | Triangle of Sadness               |                               |             |
| Carey Mulligan      | Megan Twohey            | Azt mondta                   | She Said                          |                               |             |
| 2023 77. gála       |                         |                              |                                   |                               |             |
|                     | Da’Vine Joy Randolph    | Mary Lamb                    | Téli szünet                       | The Holdovers                 |             |
| Emily Blunt         | Katherine Oppenheimer   | Oppenheimer                  | Oppenheimer                       |                               |             |
| Danielle Brooks     | Sofia                   | Bíborszín                    | The Color Purple                  |                               |             |
| Claire Foy          | Anya                    | Mind idegenek vagyunk        | All of Us Strangers               |                               |             |
| Sandra Hüller       | Hedwig Höss             | Érdekvédelmi terület         | The Zone of Interest              |                               |             |
| Rosamund Pike       | Lady Elspeth Catton     | Saltburn                     | Saltburn                          |                               |             |
| 2024 78. gála       |                         |                              |                                   |                               |             |
|                     | Zoë Saldana             | Rita Mora Castro             | Emilia Pérez                      | Emilia Pérez                  |             |
| Selena Gomez        | Jessi Del Monte         | Emilia Pérez                 | Emilia Pérez                      |                               |             |
| Ariana Grande       | Galinda "Glinda" Upland | Wicked                       | Wicked                            |                               |             |
| Felicity Jones      | Erzsébet Tóth           | A brutalista                 | The Brutalist                     |                               |             |
| Jamie Lee Curtis    | Annette                 | Az utolsó táncosnő           | The Last Showgirl                 |                               |             |
| Isabella Rossellini | Ágnes nővér             | Konklávé                     | Conclave                          |                               |             |

## Fordítás
- Ez a szócikk részben vagy egészben  a   BAFTA Award for Best Actress in a Supporting Role című angol Wikipédia-szócikk ezen változatának fordításán alapul.  Az eredeti cikk szerkesztőit annak laptörténete sorolja fel. Ez a jelzés csupán a megfogalmazás eredetét és a szerzői jogokat jelzi, nem szolgál a cikkben szereplő információk forrásmegjelöléseként.